# Carlos Larriera
Carlos Alberto Larriera (Buenos Aires, 1934-Santa Fe, 22 de diciembre de 2023) fue un nadador de aguas abiertas y periodista argentino.

## Biografía
De padres uruguayos, Carlos Larriera nació en la ciudad de Buenos Aires en 1934, donde cursó su educación básica y universitaria, la cual abandonó tras la muerte de su padre.
A partir de 1948, comenzó a viajar periódicamente a la provincia de Santa Fe, para luego establecerse en zona rural de La Pelada en 1952, y finalmente fijar residencia definitiva en la ciudad de Santa Fe, en 1957.
Estuvo casado tres veces, fruto de lo cual nacieron sus tres hijos: Alejandro, quien también se dedicó a la natación; Carlos e Inés, dedicada a la función pública.
A los 89 años, falleció el 22 de diciembre de 2023 en la ciudad de Santa Fe, tras permanecer internado en un sanatorio local.

## Trayectoria deportiva
Comenzó su carrera deportiva desde temprana edad, debutando en 50 metros libres para menores de 11 años en el Club Obras Sanitarias de Buenos Aires. A los 13 años pasó a entrenar en el Ateneo de la Juventud, del Sindicato de Empleados de Comercio de Capital Federal. A los 18 años empezó a nadar en aguas abiertas, destacándose a partir de allí su participación en competencias internacionales, entre ellas la Maratón Capri-Nápoles en Italia, así como otras tantas en Egipto, Inglaterra, Canadá y Estados Unidos.
En 1961 colaboró en la organización de la Maratón Santa Fe-Coronda junto con Werfill Castro, Dermidio Cabral López y Adolfo Marioni. La primera edición de dicha competencia se realizó el 22 de enero de 1961, originalmente llamada Maratón Fluvial del Litoral Argentino, en tanto el 14 de enero de 1962 se realizó la segunda edición. Larriera ganó estas dos primeras ediciones, la primera marcando un tiempo exacto de 8 horas, mientras la segunda le demandó un total de 11 horas y 28 minutos.
En 1969 fue elegido nadador de honor e incluido en el Salón de la Fama Internacional de Aguas Abiertas.

## Trayectoria periodística
Ejerció como periodista deportivo tanto en televisión como en radio, dedicándose especialmente al automovilismo y al futbol además fue comentarista en algunas ediciones de la Maratón Acuática Santa Fe-Coronda. Posteriormente, se interesó por el periodismo político y de interés general, conduciendo programas en Canal 13 de Santa Fe.
Durante 27 años condujo el programa Mano a Mano por LT9 Radio Brigadier López de la ciudad de Santa Fe, medio en el cual se desempeñó además como director, retirándose en 2009.

## Palmarés
- 1.º puesto - Maratón Tigre-Puerto Nuevo, Campeonato Argentino de Aguas Abiertas, 1957.
- 1.º puesto - Maratón del Río de la Plata, Campeonato Argentino de Aguas Abiertas, 1958.
- 3.º puesto - Maratón Capri-Nápoles, Italia, 1958.
- 4.º puesto - Maratón Capri-Nápoles, Italia, 1959.
- 4.º puesto - Atlantic City Around the Island Swim, Estados Unidos, 1960.
- 2.º puesto - Cruce del lago Saint Jean, Quebec, Canadá, 1960.
- 1.º puesto - Maratón Fluvial del Litoral Argentino, Argentina, 1961.
- 2.º puesto - Maratón Capri-Nápoles, Italia, 1961.
- 6.º puesto - Atlantic City Around the Island Swim, Estados Unidos, 1962.
- 4.º puesto - Trois Riviere, Canadá, 1962.
- 1.º puesto - Maratón Santa Fe-Coronda, Argentina, 1962.
- 4.º puesto - Maratón Santa Fe-Coronda, Argentina, 1963.
- 5.º puesto - Maratón Capri-Nápoles, Italia, 1963.
- 4.º puesto - World Professional Marathon Swimming Federation (Estrecho de Northumberland), Canadá, 1964.
- 2.º puesto - Maratón de Alejandría, Egipto, 1964.
- 5.º puesto - Maratón Santa Fe-Coronda, Argentina, 1965.
- 15.º puesto - Maratón Santa Fe-Coronda, Argentina, 1975.
- 7.º puesto - Maratón Santa Fe-Coronda, Argentina, 1976.
- 13.º puesto - Maratón Santa Fe-Coronda, Argentina, 1978.